# Voluntad coherente extrapolada
La Voluntad Coherente Extrapolada (en inglés, Coherent Extrapolated Volition, abreviado CEV) es un concepto propuesto por Eliezer Yudkowsky en el contexto de la inteligencia artificial amigable (Friendly AI). La idea central es que una inteligencia artificial poderosa no debería limitarse a obedecer los deseos humanos actuales, sino actuar conforme a lo que los seres humanos querrían si fueran más sabios, estuvieran mejor informados, pensaran más rápido, fueran más racionales y hubieran tenido más tiempo para desarrollarse juntos como civilización.

## Fundamentos
Según Yudkowsky, la CEV busca representar una función de utilidad coherente que integre los deseos idealizados de la humanidad, a partir de una predicción sobre lo que las personas preferirían bajo condiciones más óptimas de razonamiento y conocimiento. Este enfoque busca evitar que una IA poderosa perpetúe errores o prejuicios actuales al cumplir ciegamente los deseos presentes de los humanos.
El filósofo Nick Bostrom describe la CEV como la expresión ideal de nuestra voluntad colectiva, una representación de lo que desearíamos si fuéramos más informados, racionales y moralmente desarrollados, y si hubiéramos madurado como especie de forma conjunta.

## Críticas
La CEV ha sido objeto de diversas críticas tanto filosóficas como técnicas. Uno de los principales desafíos es su implementación: predecir y armonizar las preferencias idealizadas de toda la humanidad resulta extremadamente complejo, y no está claro que los valores humanos converjan lo suficiente como para permitir una extrapolación coherente.
Se ha argumentado que los valores humanos son profundamente contextuales y variables, dependiendo del entorno cultural y temporal. Algunos sostienen que una IA que intente extrapolar nuestra voluntad podría, en lugar de reflejar fielmente nuestros deseos, imponer valores artificiales derivados de razonamientos abstractos.
También se ha cuestionado la viabilidad del concepto, señalando que la CEV presupone que todos los agentes son capaces de adquirir sabiduría y racionalidad de forma significativa. A través de experimentos mentales, se ha explorado si es posible extrapolar la voluntad de agentes que no son humanos, y se ha concluido que se necesita una teoría más sólida sobre cómo los seres humanos desarrollan sabiduría antes de confiar en la CEV como modelo funcional.

## Desarrollos posteriores
Se ha propuesto una extensión del concepto de CEV denominada “voluntad coherente extrapolada y agrupada” (coherent, extrapolated and clustered volition, o CECV). Esta propuesta busca reflejar la diversidad moral de los distintos grupos humanos, integrando sus preferencias en marcos de decisión robustos para sistemas autónomos. Basado en teorías de confianza activa como las de Anthony Giddens, y en estudios como el proyecto Moral Machine, el modelo CECV pretende fortalecer la aceptación pública y la alineación ética del comportamiento de las inteligencias artificiales.

## Estado actual
El mismo Yudkowsky ha señalado en años recientes que considera a la CEV como una idea obsoleta en el contexto del alineamiento inicial de la IA. Advierte contra la tendencia de confundir la CEV como una estrategia viable de alineamiento técnico con su valor como una visión atractiva de una sociedad ideal.